# Same Shirt Different Day
Same Shirt Different Day este cel de al doilea album de studio al trupei rock Dirty Shirt din Seini, Maramureș. Lansat în februarie 2010, albumul a primit o critică pozitivă atât în România, cât și în străinătate.. Versurile acestui album sunt în limbile engleză, română și sârbă.

## Piese
1. Tell Me Why
2. Pitbull
3. Feel It
4. East West
5. New Millennium
6. Manifest
7. Luna
8. Gone
9. Sandu Porcu
10. Burning
11. UB
12. Bolnav

## Personal

### Trupa
- Dan „Rini” Crăciun – voce
- Robert Rusz – voce
- Mihai Tivadar – chitară, clape
- Cristi Bălănean – chitară
- Pal Novelli – bas
- Vlad „X” Țoca – tobe

### Invitați
- Candice Clot (Eths) – voce (piesa „East West”)
- K-Lee & Daniel (Tripod) – voce (piesa „East West”)
- Mathieu Pinault (Babylon Pression) – voce (piesa „East West”)
- Charles „Kallaghan” Massabo (RAS, Sikh) – voce (piesele „East West” și „UB”)
- Guillaume Dupré (Eths, RAS) – percuții adiționale (piesa „Tell Me Why”)

## Date tehnice
- înregistrat în perioada aprilie-iunie 2009 în studioul Kallaghan din Vence Vence, Franța
- înregistrǎri adiționale în studioul Tripod din Marsilia, Franța
- mixaj realizat de Charles „Kallaghan” Massabo, asistat de Mihai Tivadar, septembrie–octombrie 2009
- masterizat de Alan Douches în studioul West West Side Music din New York, SUA, noiembrie 2009
- Copertă și design realizate de Mathieu Pinault

## Stiluri muzicale si influențe
Din punct de vedere muzical, albumul poate fi caracterizat drept metal-industrial-hardcore, însǎ influențat de stiluri diverse: folclorul românesc, funk, electro, progressive, muzică clasică, muzică orientală etc.
- „Pitbull”: prelucrare după Emir Kusturica & No Smoking Orchestra, din coloana sonoră a filmului Pisica albă, pisica neagră
- „Luna” și „Sandu Porcu”: versuri inspirate din poezii populare pentru copii („Numărătoarea” respectiv „Ploaia”)
- „UB”: prelucrare după melodia populară „Cine iubește și lasă”, ce conține în intro, un scurt sample al înregistrării Mariei Tănase din 1938
- „Bolnav”: versuri inspirate de Meșteru' Ciurar

## Numele albumului
În spatele expresiei și al jocului de cuvinte introdus de Stephen King în cartea Dreamcatcher, se regaseste un alt simbolism: fondul și esența formației – „same shirt”, la 15 ani de existență, ce marchează o „different day” (Cristina Socaciu, Jurnal Rock).

## Videoclipuri
- trei videoclipuri au fost realizate de pe acest album: „Pitbull”, „Manifest” și „East West”
- un reportaj în șase episoade filmate în timpul înregistrarilor (Studio Report) este disponibil pe internet[12]
- toate melodiile de pe album se regăsesc în versiune live, pe DVD-ul Live in the Truck